# Djebel Irhoud

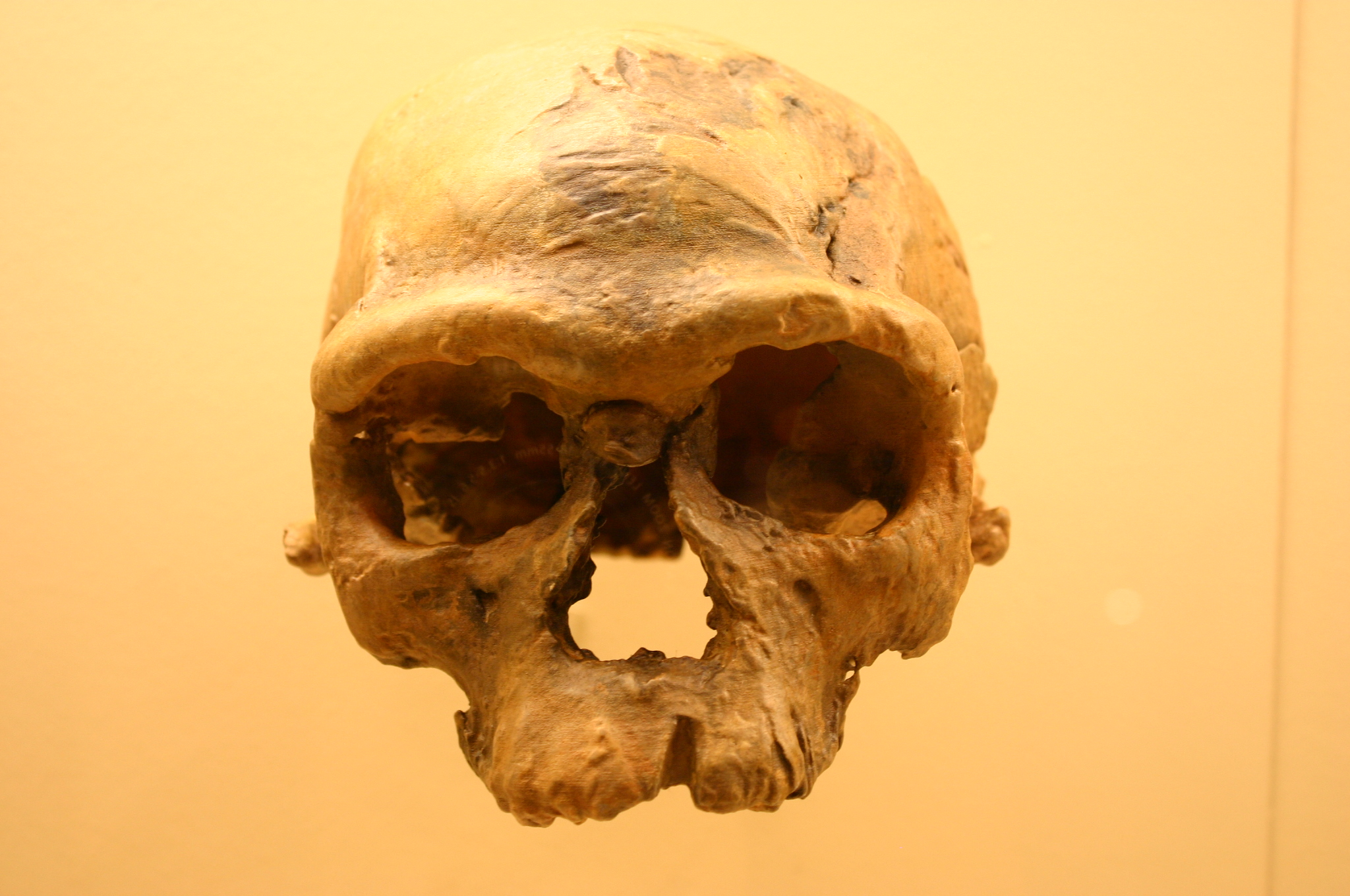
Cráneo de Jebel Irhoud 1, vista frontal (réplica).

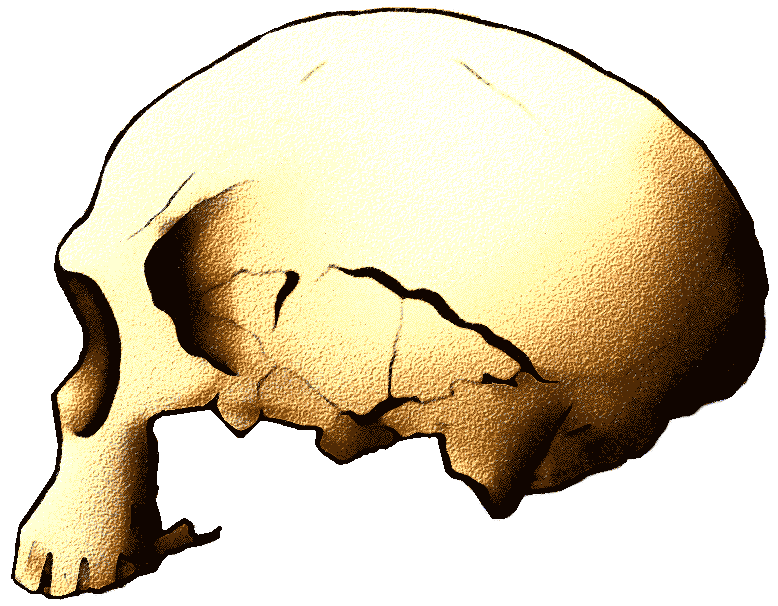
Cráneo de Jebel Irhoud 1, vista lateral (dibujo).

Jebel Irhoud o Adrar Ighud (en árabe: جبل إيغود žbəl iġud; en bereber:ⴰⴷⵔⴰⵔ ⵏ ⵉⵖⵓⴷ adrar n iɣud) es un yacimiento arqueológico ubicado cerca de Sidi Moktar, aproximadamente a 100 kilómetros al oeste de Marrakech en Marruecos. El lugar es conocido por los fósiles de homínidos que se han encontrado allí desde el descubrimiento del sitio en 1960. Los especímenes, catalogados originalmente como Neandertales, se asignaron después al Homo sapiens y se dataron en 300 000 años de antigüedad. Si esto es correcto, los convertiría en los restos fósiles conocidos más antiguos del Homo sapiens.
Inicialmente se consideró que los hombres de cultura musteriense de Jebel Irhoud presentaban una asociación de caracteres de hombres de Afalou y de rasgos neandertales; sin embargo, posteriormente se consideró que sus rasgos morfológicos son similares a los de cráneo de Florisbad, encontrado en Sudáfrica, que data de hace 260 000 años, encontrándose en el lugar restos óseos aún más antiguos, cuyas dataciones arrojaron la asombrosa edad de 300 000 años.

## Hallazgos
Desde 2007 se les clasifica como hombres anatómicamente modernos - (Homo sapiens) - comparables con los restos de Omo 1 y 2 (Kibish), de Herto en Etiopía (Homo sapiens idaltu) y con los hallazgos de Skhul y Qafzeh en Israel.
Las herramientas encontradas en Jebel Irhoud son típicas musterienses; los restos de fauna señalan una pertenencia al Pleistoceno, entre el medio y el superior.31.854981°, 8.872506°
En 2007 el Instituto Max Planck de Antropología Evolutiva desarrolló investigaciones con un sincrotrón en uno de los dientes del maxilar inferior del niño de Irhoud 3. Los resultados permiten suponer una larga infancia, con el correspondiente desarrollo del cerebro y realización de un proceso de socialización, cuestión a la que se asigna una importancia decisiva en desarrollo del Homo sapiens temprano.
En junio de 2017, un grupo de científicos descubrió en el yacimiento restos humanos de 300 000 años de antigüedad.

No estamos tratando de decir que el origen de nuestra especie estuviera en Marruecos, sino que más bien los descubrimientos de Jebel Irhoud muestran que sabemos que (este tipo de sitios) se encontraban en toda África desde hace 300.000 años.
Shannon McPherron. Instituto Max Planck de Antropología Evolutiva.

### Principales fósiles
- Irhoud 1: cráneo de adulto macho al que le falta la base occipital (se ha especulado como posibilidad que fuese para una extracción del cerebro).[11]

- Irhoud 2: calvaria de adulto macho.[12]
- Irhoud 3: mandíbula de niño con algunos dientes de leche y varias raíces de los definitivos.[13]

Una edad promedio ponderada ubica estos artefactos y fósiles en 315 000±34 000 años atrás. La serie de uranio recalculada con fecha de resonancia de espín electrónico de 286 000±32 000 años atrás para un diente de la mandíbula.
- Irhoud 4: húmero de un niño.[14]
- Irhoud 5: fragmento de un coxis no adulto.[15]
- Irhoud 10: cráneo parcial
- Irhoud 11: mandíbula